# Be.four
be.four ist ein Musikalbum des Klavierensembles Gershwin Piano Quartet. Es erschien 2010 bei ZHdK Records und enthält klassische Musik und Jazz in einem Arrangement für vier Konzertflügel.

## Musikstil
Die Stücke auf diesem Album stammen überwiegend aus dem ersten Drittel des 20. Jahrhunderts. Das besondere an der Aufnahme sind die Arrangements der ursprünglich als Orchesterwerke komponierten Stücke für vier Klavierflügel. Zwar gab es von einigen Komponisten selber schon Klavierversionen ihrer Werke. So hatte Igor Strawinsky sein Ballett Petruschka ursprünglich als Klavierkonzert geplant, und George Gershwin hatte auch eine Klavierversion von An American in Paris geschrieben. Maurice Ravel hatte für La Valse sogar eine Version für zwei Klaviere verfasst.
Das Quartett ist jedoch nicht von diesen Klavierversionen ausgegangen oder hat lediglich die Orchesterstimmen gleichmäßig auf die vier Flügel verteilt, sondern eigene Arrangements entwickelt, die zum einen die räumliche Verteilung der Stimmen berücksichtigen und zum anderen auch neue klangliche Möglichkeiten ausnutzen wie z. B. das Anschlagen der Saiten im Klavier mit weichen Schlägeln oder Glissandi mit den Fingern direkt auf den Saiten. Ein Thema aus einem Kanon von Astor Piazzolla hat Stefan Wirth in eine Fuge umgewandelt, bei der auch Holzblocks als Perkussionsinstrumente verwendet werden.

## Entstehungsgeschichte
Das Gershwin Piano Quartet hatte bereits seit 1996 Stücke Gershwins für vier Klaviere arrangiert und aufgeführt. 1999 war die CD Playing on 4 Pianos bei Jecklin Edition erschienen. Mittlerweile hatte das Quartett jedoch auch Werke anderer, vor allem europäischer Komponisten in sein Repertoire aufgenommen. Außerdem hatten Marlis Walter und Nik Bärtsch das Ensemble verlassen, 2007 waren Mischa Cheung und Benjamin Engeli neu dazugestoßen. So entstand die Idee, eine neue CD in der neuen Besetzung herauszubringen und darauf die Werke europäischer und amerikanischer Komponisten vom Anfang des 20. Jahrhunderts einander gegenüberzustellen und in Beziehung zu setzen. Die Stücke für die CD wurden im Oktober 2008 in dem Großen Konzertsaal der Zürcher Hochschule der Künste in der Florhofgasse 6 aufgenommen. Die Aufnahme und die anschließende Audiobearbeitung wurden unter der technischen Leitung von Lasse Nipkow durch das Silent Work Studio in Auro-3D-Technik durchgeführt. Für die Aufnahme wurden drei Steinway-D-Flügel und ein Fazioli-Flügel verwendet.
Da die Auftritte des Quartetts auch stark von dem optischen Eindruck leben, ist der CD noch eine DVD beigelegt, die sowohl Mitschnitte von live-Auftritten als auch extra angefertigte Dokumentationen enthält. Zu sehen ist das Zusammenspiel der vier Musiker besonders gut in der Aufführung von An American in Paris als Schwarzes Theater und in der Darstellung der Tango-Fuge mit geteiltem Bildschirm, einem Viertel für jeden Pianisten. Die Videoaufnahmen entstanden 2009 überwiegend unter der Regie von Georg Lendorff. Einige dieser Videos hat das Quartett auch auf seiner Website veröffentlicht.

## Titelliste
CD:
1. The Shrovetide Fair – 05:25 (aus Petruschka von Igor Strawinsky, Arrangement Benjamin Engeli)
2. Petrushkas Cell – 02:56 (aus Petruschka, Arrangement Mischa Cheung)
3. Russian Dance – 02:00 (aus Petruschka, Arrangement André Desponds)
4. Dance of the Wet Nurses – 01:45 (aus Petruschka, Arrangement Stefan Wirth)
5. Dance of the Coachmen And Grooms – 01:57 (aus Petruschka, Arrangement Stefan Wirth)
6. The Masqueraders – 01:35 (aus Petruschka, Arrangement Stefan Wirth)
7. Tango-Fugue on a Theme by Astor Piazzolla – 04:57 (Stefan Wirth nach einem Thema von Astor Piazzolla)
8. La Valse – 12:18 (Maurice Ravel, Arrangement Stefan Wirth)
9. Night and Day– 07:22 (Cole Porter, Arrangement Gershwin Piano Quartet)
10. An American in Paris– 16:11 (George Gershwin, Arrangement Stefan Wirth, Marlis Walter)
11. The Man I Love– 06:34 (George Gershwin, Arrangement Gershwin Piano Quartet)
12. I Got Rhythm– 05:42 (George Gershwin, Arrangement André Desponds)

DVD:
1. Trailer – 7:19
2. An American in Paris – 7:12 (als Schwarzes Theater)
3. Tango-Fugue on a Theme by Piazzolla – 5:07 (mit viergeteiltem Bildschirm)
4. I Got Rhythm – 5:24 (live)
5. Trip to China – 6:02 (Konzertreise nach China im November 2009, unterlegt mit Rhapsody in Blue)
6. Oh, Lady Be Good! – 1:14 (live im Dolder Grand-Hotel, Zürich)

## Rezeption
Im Kulturtipp von DRS 2 meinte Roland Wächter bei einer Kurzrezension des Albums:

„Eigentlich genügen ja 88 Tasten, 10 Finger und 2 Füsse durchaus. Was also bringen 352 Tasten, 40 Finger und 8 Füsse? Oder mit anderen Worten: Vier Flügel? Viel, wenn auch noch vier kluge und musikalische Köpfe wie beim Gershwin Piano Quartet dabei sind. Sei es Strawinsky, Ravel oder Gershwin: Immer stellt sich reinstes Hörvergnügen ein bei so viel klanglicher Delikatesse, rhythmischer Präzision und spürbarer Musizierfreude!“

Rezensionen erschienen auch in verschiedenen Zeitungen. So schrieb der Tages-Anzeiger:

„Wenn sinfonische Werke für Klavier bearbeitet wurden (oder immer noch werden), dann meist aus praktischen Gründen: Ein Klavier ist nun mal leichter aufzutreiben als ein Orchester. Wenn das Zürcher Gershwin Piano Quartet Orchesterwerke nun allerdings für vier Klaviere setzt, dann hat das mit pragmatischen Überlegungen nichts zu tun: Denn vier Klaviere aufs Mal gibts höchstens im Instrumentengeschäft. Und nur wenige Werke sind so komponiert, dass sie acht professionelle Pianistenhände sinnvoll beschäftigen könnten. Dennoch sind diese Klavier-Quartett-Bearbeitungen mehr als originelle Fingerübungen. Die Pianisten Mischa Cheung, André Desponds, Benjamin Engeli und Stefan Wirth, die sich alle auch als Arrangeure präsentieren, haben Geschmack und Fantasie, wenn es darum geht, die Klangwucht ihrer 352 Tasten zu kanalisieren. Die Bearbeitungen klingen erstaunlich durchsichtig, dank geschickter Aufnahmetechnik auch räumlich; und wenn in Ravels «La valse» auch im Klavier gespielt wird, gerät man schon fast wieder in orchestrale Gefilde. Bei aller Klangsorgfalt war es allerdings ein kluger Entscheid, dass sich das Quartett vor allem rhythmisch geprägte Werke vorgenommen hat: Strawinskys «Petrushka-Suite» etwa oder Stücke des Namenspatrons George Gershwin. Zwar hat nur Desponds, der Älteste der vier, einschlägige Jazzerfahrungen; aber das Flair für diese Musik haben die anderen auch. Selbst wenn sie sich zur klanglichen Dampfwalze verbünden, behalten sie eine gewisse Beweglichkeit. Da lässt man sich gerne überrollen.“

Anfang 2012 erschien in der Fachzeitschrift Musik&Theater die folgende Rezension:

„Die vier Guys des Gershwin Piano Quartetts - Mischa Cheung, André Desponds, Benjamin Engeli und Stefan Wirth - sollte man eigentlich nicht nur hören sondern auch sehen. Im Konzert, oder, fast noch besser, auf der Bonus-DVD. Weil man da die vierzig Finger oft in Nahaufnahme übers schwarz-weisse Parkett tanzen, rasen, hüpfen, schleichen und fliegen sieht. Selten erlebt man Klavierspiel sinnlicher, geistvoller, grooviger, nonchalanter, koordinierter, raffinierter… Und das, wie gesagt, mal vier. Gegründet wurde die Formation 1996 von André Desponds. Ihn kennt man ja auch als pianistischen Clown. Was dagegen hier geboten wird, hat nichts mit Clownerie zu tun, wenngleich eine köstliche Prise zirzensischer Artistik und sogar ein wenig augenzwinkernde Magie stets mit dabei ist. Schon allein vier Pianisten gleichzeitig an vier Flügeln zu erleben, bietet einen ungewöhnlichen Ohrenkitzel und eben - auch was fürs Auge. Auf dem Programm stehen Klassiker des Namenspatrons wie «An American in Paris» oder «I Got Rhythm», aber ebenso Stravinskys «Petruschka»-Suite oder Ravels «La valse»•, arrangiert und adaptiert für acht Hände von Mitgliedern des Ensembles. Mit stupender Präzision und geschärftem Spielwitz smasht man sich thematische Bälle zu, atmet im gleichen Puls, bietet sich Paroli, spielt Fangen, greift auch mal in die Saitenkästen. Oder zu kleinen Schlägern und Autohupen. Vier Flügel, vier erzmusikantische Spieler ersetzen so spielend – spielend! - ein ganzes Orchester.“